# 41943 Фредрік
41943 Фредрік (41943 Fredrick) — астероїд головного поясу, відкритий 3 грудня 2000 року.
Тіссеранів параметр щодо Юпітера — 3,393.